# Zotalemimon posticatum
Zotalemimon posticatum es una especie de escarabajo longicornio del género Zotalemimon, tribu Desmiphorini, subfamilia Lamiinae. Fue descrita científicamente por Gahan en 1894.

## Descripción
Mide 10-13 milímetros de longitud.

## Distribución
Se distribuye por Camboya, China, India, Laos y Birmania.